# رضى بن حاج
رضى بن حاج (1978الجزائر) هو لاعب كرة قدم جزائري.

## روابط خارجية
- رضى بن حاج على موقع قاعدة بيانات كرة القدم.إي يو (الإنجليزية)
- رضى بن حاج على موقع Soccerway.com (الإنجليزية)